# Конрад II (граф Вюртемберга)
Конрад II (Konrad II) — граф Вюртемберга в 1-й половине XII века.
Не позднее 1120 года наследовал Вюртемберг от Конрада I — графа Бойтельсбаха и Вюртемберга. По мнению современных историков, приходился ему племянником — был сыном его сестры Луитгарды. Родственник Рихенцы (Рихинцы) фон Шпитценберг (ок. 1055—1110) — дочери Бертольда Церингена, жены Людвига Зигмарингена.
Упоминается в двух документах 1122 года.
В хартии, датированной 14 октября 1139 года, графом Вюртемберга назван Людвиг I. Кем он приходился Конраду II, не известно.
В некоторых исследованиях сказано, что Конрад II правил с 1110 по 1143 год. Никаких доказательств этому нет, а Конрад Вюртембергский, упомянутый в хартии 1110 года — это Конрад I.